# Pattolo
Nella mitologia greca, Pattòlo è la divinità (Potamoi) che abitava il fiume omonimo, nella regione dell'Asia Minore. Questo dio fluviale era, secondo alcuni autori, nato dagli amori di Zeus e della ninfa Leucotea.

## Il mito
Zeus, una volta che la mortale Ino venne accolta tra gli dei assumendo il nome della divinità marina Leucotea, tentò di approfittarsi del suo amore e riuscì a sedurla; da questa unione nacque un figlio, Pattolo, che inizialmente era mortale. 
Il giovane, sposatosi, generò una figlia, Eurianassa, secondo alcuni moglie di Tantalo e madre di Pelope. Per questo Pattolo era spesso ricordato come il nonno di quest'ultimo.

### La trasformazione
Un giorno in cui si celebravano i misteri sacri di Afrodite, Pattolo, in un momento di forte ebbrezza, raggiunse il letto di sua sorella Demodice per unirsi a lei. Quando la donna rimase incinta e il giovane si accorse dell'incesto che aveva appena consumato si gettò in un fiume, chiamato Crisorroa (cioè il "fiume d'oro" a causa della presenza di alcune pagliuzze d'oro che venivano trasportate dalle sue correnti).
Da allora quel fiume prese il nome di Pattolo.

## Il fiume
Il fiume Pattolo (in greco: Πακτωλός; in latino: Pactolus; in turco: Sart Çayı) nasce dal Monte Tmolo, scorre tra le rovine dell'antica capitale della Lidia, Sardi, si avvicina alla costa turca dell'Egeo, e si getta nel fiume Gediz, l'antico fiume Ermo (Hermus, in latino). Un tempo, il Pattolo era ricco di sabbie aurifere, sabbie che si presentavano sotto forma di elettro, una lega naturale di oro ed argento. L'elettro costituì la base dell'economia del Regno di Lidia e la lega con cui fu coniata - attorno al 570 a.C., sotto il regno di Creso, la prima moneta della storia, lo statere. In base ad un'antica leggenda greca, le sabbie aurifere del fiume furono generate dall'abluzione che il re di Frigia, Mida, compì per rinunciare al dono di tramutare in oro ogni oggetto da lui toccato.

## Pattolo nella cultura di massa
Il mito di Pattolo viene evocato da Charles Baudelaire in uno dei sonetti della breve serie  Le vin. In particolare, nel brano Le vin des chiffonniers il poeta paragona l'azione del vino a quella mitologica del fiume Pattolo, trasportatore di pepite oro:  C'est ainsi qu'à travers l'Humanité frivole/le vin roule de l'or, éblouissant Pactole/...  Per poi chiosare: Pour noyer la rancœur et bercer l'indolence/de tous ces vieux maudits qui meurent en silence,/Dieu, touché de remords, avait fait le sommeil;/l'homme ajouta le vin, fils sacré du Soleil!

### Fonti
- Tzetze, Scoli a Licofrone, 52
- Nonno, Dionisiache, 12, 127; 24, 52; 43, 411

### Moderne
- Pierre Grimal. Dizionario di mitologia. Parigi, Garzanti, 2005. ISBN 88-11-50482-1